# Teatro Parioli
Il Teatro Parioli, dal 20 febbraio 2024 Teatro Parioli-Costanzo,  è un teatro del quartiere Parioli di Roma, principalmente noto perché ha ospitato le riprese del Maurizio Costanzo Show.
Dal 2024 è anche Scuola di Teatro per bambini e ragazzi, diretta da Raoul Bova e Rocío Muñoz Morales.

## Storia
Il teatro fu costruito nel 1938 in via Giosuè Borsi 20, nel quartiere Parioli, ed era destinato all'utilizzo come sala cinematografica.
Il 29 dicembre 1958 venne inaugurato come sala teatrale. La prima pièce ospitata fu Girotondo di Arthur Schnitzler, presentata dalla compagnia Ernesto Calindri-Vivi Gioi. Raggiunse l'apice della notorietà negli anni sessanta grazie ad artisti quali Alighiero Noschese, Antonella Steni ed Elio Pandolfi con alcune rappresentazioni che fecero la storia dell'intrattenimento italiano come la rivista Scanzonatissimo di Dino Verde, dall'omonimo programma radiofonico.
Nell'estate 1976 l'attore-regista Alberto Lionello e l'impresario Lucio Ardenzi rilevarono il Parioli con l'intenzione di farne la sede delle loro produzioni. L'8 dicembre 1977 il teatro, da poco rimodernato, subì un attentato di matrice fascista: fu dato alle fiamme causando ingenti danni. Il Nuovo Teatro Parioli venne nuovamente inaugurato il 28 aprile 1978 con la terza ripresa de L'anatra all'arancia, per la regia di Alberto Lionello, anche direttore artistico.
Nel giugno 1980, con la morte di Romolo Valli, i suoi collaboratori del Teatro Eliseo (Giorgio De Lullo, Pier Luigi Pizzi, Umberto Tirelli, Dino Trappetti, Nico Ferri) costituirono il "Gruppo teatro libero RV" assumendo la gestione del Parioli. Tale esperienza terminò con la morte di Giorgio De Lullo, avvenuta il 10 luglio 1981.
Dal settembre 1985 il Teatro Parioli iniziò ad ospitare le riprese del Maurizio Costanzo Show, il popolare talk show trasmesso dalle reti Mediaset che consentì ampia visibilità al teatro. Dal settembre 1989 Maurizio Costanzo divenne anche direttore artistico del Parioli.
Nel 2011 il Teatro Parioli venne preso in gestione da Luigi De Filippo e rinominato Teatro Parioli-Peppino De Filippo in omaggio al padre Peppino, con un cartellone che privilegiava il teatro napoletano, ma non solo, come è stato per Dipartita finale, produzione del Centro Teatrale Bresciano, che vedeva riuniti Gianrico Tedeschi, Ugo Pagliai, Franco Branciaroli e Maurizio Donadoni; e le regie di Maurizio Scaparro: Memorie di Adriano, con Giorgio Albertazzi; Aspettando Godot, con Antonio Salines, Luciano Virgilio, Edoardo Siravo.
Dopo due stagioni di transizione in cui è stato rinonimato Parioli Theatre Club, nel marzo 2020, con le sale chiuse per Covid-19, Michele ed Enzo Gentile e Giovanni Vernassa, con il sostegno di Banca del Fucino, hanno rilevato il Teatro Parioli, affidando la direzione artistica al regista Piero Maccarinelli.
Con la nuova gestione, il Parioli si propone come un grande teatro privato con la vocazione a diventare un centro culturale e polifunzionale, un teatro di produzione e di ospitalità, con una seconda sede presso il Teatro dei Marsi di Avezzano, che sarà la sede per le prove e il debutto di alcuni degli spettacoli prodotti da il Parioli.
A un anno dalla morte di Maurizio Costanzo il teatro cambia il nome in Teatro Parioli-Costanzo in suo onore.
Da metà 2024 Massimiliano Bruno è stato nominato nuovo direttore artistico.

## Direttori artistici
- Carmelo Zambardino (1958 -1976)
- Alberto Lionello (1976 - 1979)
- Giorgio De Lullo (1980 - 1981)
- Carlo Molfese (1981 -1987)
- Claudio Perone (1987 - 1988)
- Claudio Padovani (1988 - 1989)
- Maurizio Costanzo (1989 - 2011)
- Luigi De Filippo (2011 - 2018)
- Nanni Venditti (2018 - 2021)
- Piero Maccarinelli (2021 - 2023)
- Massimiliano Bruno (dal 2024)